# تيرانس غور
تيرانس غور (بالإنجليزية: Terrance Gore)‏ هو لاعب كرة قاعدة أمريكي، ولد في 8 يونيو 1991 في ماكون في الولايات المتحدة.

## وصلات خارجية
- تيرانس غور على موقع دوري كرة القاعدة الرئيسي (الإنجليزية)
- تيرانس غور على موقعبيزبول رفرنس.كوم (الدوري الرئيسي) (الإنجليزية)
- تيرانس غور على موقعبيزبول رفرنس.كوم (الدوري الثانوي) (الإنجليزية)
- تيرانس غور على موقع إي إس بي إن.كوم (أم.أل.بي) (الإنجليزية)
- تيرانس غور على موقع مشجعي الرسوم البيانية (الإنجليزية)